# Криштун Ігор Леонідович
І́гор Леоні́дович Кришту́н — генерал-лейтенант Збройних Сил України, начальник Військової служби правопорядку у Збройних Силах України — начальник Головного управління Військової служби правопорядку Збройних Сил України (до 2021 року).

## З життєпису
2016 рік — генерал-майора Ігоря Криштуна звинуватили у диверсії проти військовослужбовців.
Того ж року, Криштун наголосив на необхідності створення Військової поліції.
2018 рік — вийшла стаття генерал-майора І. Л. Криштуна, в якій він наголосив на завданнях з покращення іміджу Збройних Сил України.
2019 рік — вийшла стаття про побиття підлеглого військовослужбовця в службовому кабінеті генерал-лейтенанта Ігоря Криштуна.
2021 рік — генерал-лейтенант Ігор Криштун завершив проходження військової служби у Збройних Силах України та був звільнений у відставку.

## Нагороди
За особисту мужність і героїзм, виявлені у захисті державного суверенітету та територіальної цілісності України, вірність військовій присязі під час бойових дій та при виконанні службових обов'язків, відзначений — нагороджений
- 13 серпня 2015 року — орденом Богдана Хмельницького III ступеня.